# Saint-Germain-lès-Arpajon
Saint-Germain-lès-Arpajon település Franciaországban, Essonne megyében. Lakosainak száma 11 577 fő (2022. január 1.). Saint-Germain-lès-Arpajon Linas, Arpajon, Brétigny-sur-Orge, Leuville-sur-Orge, La Norville és Ollainville községekkel határos.

## Népesség
A település népessége az elmúlt években az alábbi módon változott:
| Lakosok száma | 9624 | 10 282 | 10 741 | 10 707 | 10 877 | 10 983 | 11 068 | 11 305 | 11 577 |
|               | 2013 | 2015   | 2016   | 2017   | 2018   | 2019   | 2020   | 2021   | 2022   |